# Любимово (Саратовская область)
Люби́мово — село в Советском районе Саратовской области, административный центр Любимовского муниципального образования.
Основано как немецкий хутор Дагейм
Население - 1043 (2010)

## История
Дата основания села не установлена. До 1941 года хутор входил в состав Мариентальского кантона АССР немцев Поволжья. На картах трудовой коммуны немцев Поволжья 1922 года и АССР немцев Поволжья 1926 года показан в составе выселок Мечетки; на карте АССР немцев Поволжья 1930 года – как самостоятельный хутор Дагейм; на планшетных картах АССР немцев Поволжья 1934 года – под названием хутор Красноярский; на адм.-хоз. карте АССР немцев Поволжья 1938 года – вновь как хутор Дагейм. 
28 августа 1941 года был издан Указ Президиума ВС СССР о переселении немцев, проживающих в районах Поволжья. Немецкое население депортировано, хутор, как и другие населённые пункты Мариентальского кантона включён в состав Саратовской области. В 1942 году переименован в село Любимово.

## Физико-географическая характеристика
Село находится в Низком Заволжье, в пределах Сыртовой равнины, относящейся к Восточно-Европейской равнине, берегу реки Мечётка (правый приток реки Большой Караман). Имеются пруды. Высота центра населённого пункта - 76 метров над уровнем моря. В окрестностях населённого пункта распространены тёмно-каштановые почвы солонцеватые и солончаковые. Почвообразующие породы - глины и суглинки.
По автомобильным дорогам расстояние до районного центра посёлка городского типа Степное составляет 25 км, до города Энгельс - 95 км, до областного центра города Саратова - 105 км. В 15 км к северо-востоку от железнодорожной станции Урбах Саратовского региона Приволжской железной дороги.
Часовой пояс
Любимово, как и вся Саратовская область, находится в часовой зоне МСК+1. Смещение применяемого времени относительно UTC составляет +4:00.

## Население
Динамика численности населения по годам:
| 1931 | 1987 | 2002 |
| ---- | ---- | ---- |
| 2472 | ≈870 | 1103 |

| 2002 | 2010  |
| ---- | ----- |
| 1105 | ↘1043 |

В 1931 году немцы составляли более 98 % населения хутора.
В настоящее время количество жителей в Любимово значительно сократилось, в основном из-за отсутствия работы. Начиная с 1998 года возросла численность корейцев, которые в составе фермерских хозяйств занимаются выращиванием овощей. 

## Инфраструктура
В селе имеется школа, детский сад, магазины, отделение связи.

## Известные жители с. Любимово
Печавин Иван Петрович - поэт, член Союза писателей России, обладатель литературной премии имени советского писателя Михаила Алексеева.  
Дмитриенко Юрий Александрович - заслуженный учитель Российской Федерации (8 января 1999), отличник народного просвещения РСФСР (11 марта 1992), Соросовский учитель (1998, 2001). Проживал в с. Любимово с 1974 по 1979 г., работал в Любимовской школе учителем физики, в период с сентября 1977 по ноябрь 1979 г. - в должности директора Любимовской СОШ. 